# Morro da Babilônia

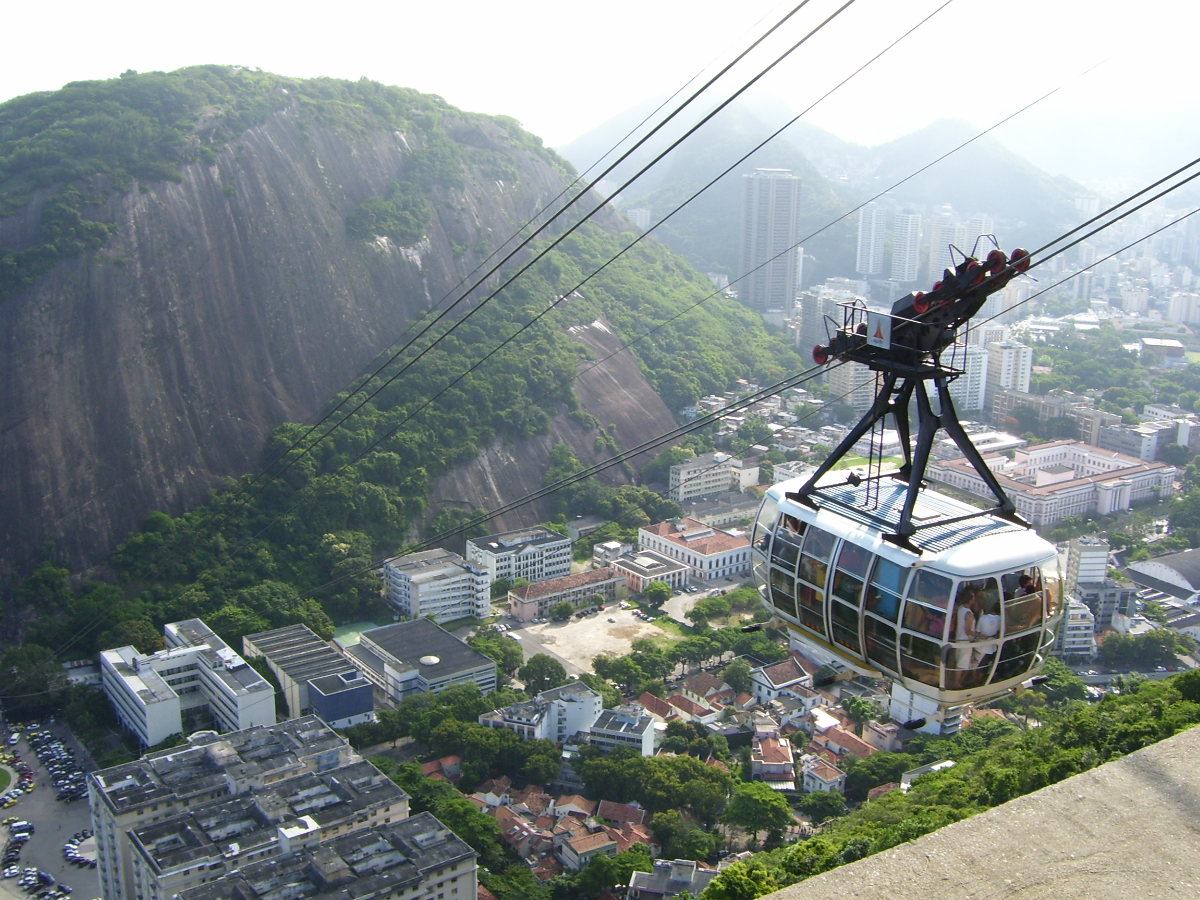
telefèric del Pão de Açúcar amb el Morro da Babilônia al darrere.

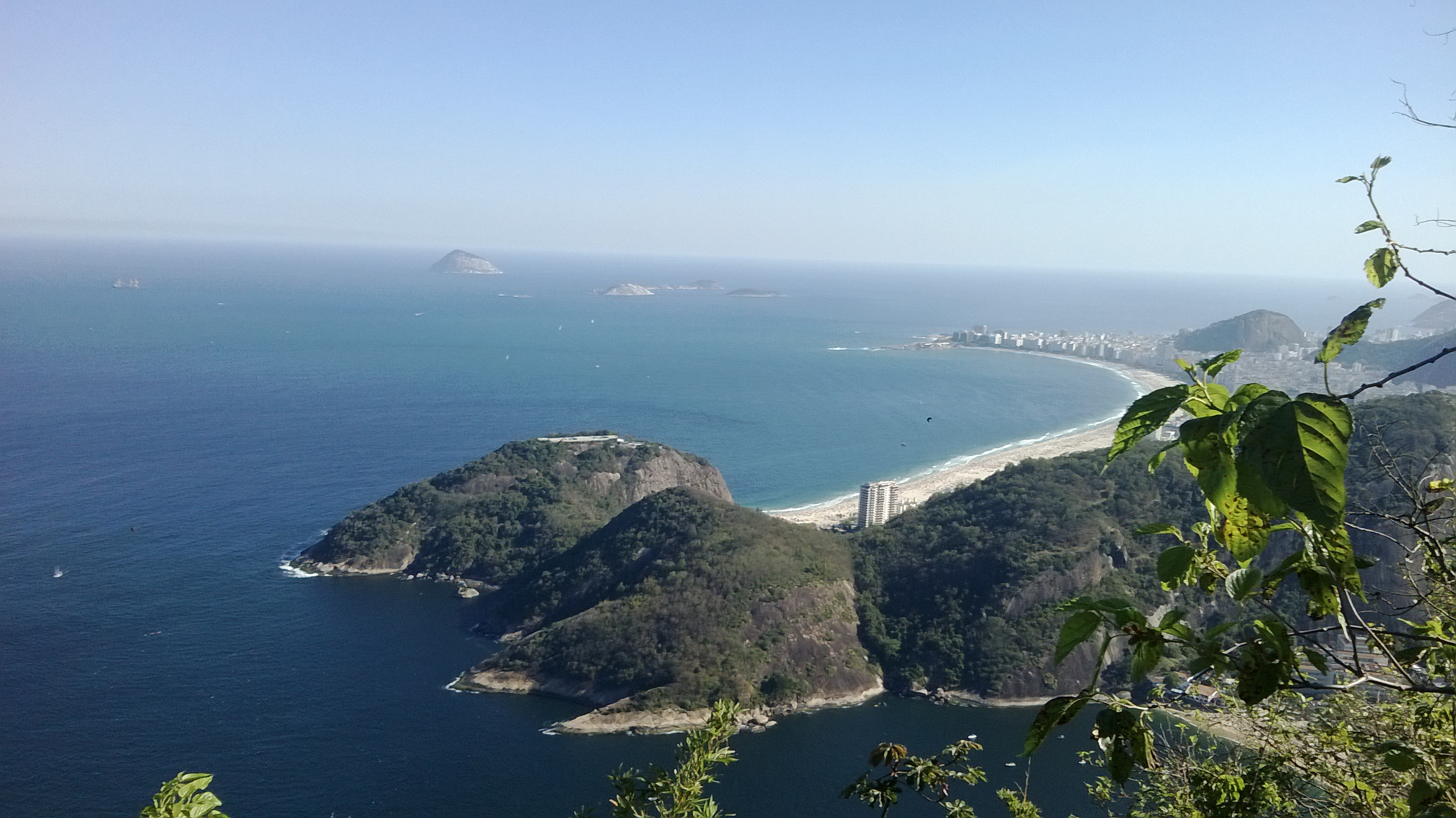
Al centre, Morro da Babilônia. Al fons, les platges de Leme i Copacabana.

El Morro de Babilônia és una favela a Leme, barri costaner de Rio de Janeiro, construïda en un costerut turó que separa Copacabana de la platja de Botafogo. Acull dos faveles, el Morro de Babilònia i la de Chapéu Mangueira. També és una àrea mediambiental protegida

## Història
El segle xviii els colonitzadors portuguesos van construir una fortalesa en la part superior del turó per protegir l'entrada a la Badia de Guanabara. Al començament del segle xx, l'enginyer Augusto Ferreira Ramos va projectar una connexió aèria del Turó de Babilônia amb el d'Urca, com una part de les festivitats del Centenari de l'Obertura dels Ports Oberts, encara que el projecte mai va ser dut a terme. El 1930, el turó va ser esmentat en un de poemes del llibre Llibertinatge, de Manuel Bandeira.
Hi ha dues versions sobre l'origen del nom de la favela. La primera ve de les imatges dels Jardins penjants de Babilònia, una de les Les set meravelles del món. La segona relaciona el nom amb l'estació de tramvia que hi havia prop del turó i que actualment ha desaparegut. Com a dada curiosa, la cerveseria Brahma venia una cervesa amb el nom Babilônia.
Durant la Segona Guerra Mundial (1939 - 1945) l'Exèrcit brasiler va construir casamates (o fortificacions) en la part superior del turó per protegir la ciutat contra possibles atacs. El 1959, el turó va servir d'escenari per a la pel·lícula franco-brasilera Orfeu negre, que va guanyar la Palma d'Or en el Festival de Cannes en el mateix any i l'Oscar a la millor pel·lícula estrangera a l'any següent.
El 10 de juny de 2009, el Morro va passar a acollir la 4ª Unitat de la Policia Pacificadora amb la missió de disminuir els índexs de criminalitat a la zona
Segons el cens de l'any 2000, en el Morro de Babilònia vivien 1.426 persones i existien un total de 380 cases i barraques. Encara que segons altres fonts hi hauria fins a 3.000 persones vivint en unes 800 construccions.
Babilônia Ha estat controlat durant anys per traficants de drogues lligats a l'organització Terceiro_Comando, que va imposar les seves regles per força a la comunitat. A més de controlar el comerç de fàrmacs il·legal, els homes armats van monopolitzar altres serveis com el subministrament de gas i va imposar regles en la població com el toc de queda. El juny de 2009, la policia va ocupar l'àrea sense acomiadar un sol tret. La intenció és convertir Babilònia en una comunitat model per instal·lar Unitats de Pacificació de la Policia.

## Turisme
Després de la implantació de les UPP (Unitats de Pacificació de la Policia) el 2009 es va implementar un focus turístic amb 10 hotels: El misti, Lisetonga] i Babilònia Rio Hostel, Chill Hostel Rio, Green Culture Eco Hostel, Hostel Mar da Babilônia, Favela Inn, Abraço Carioca, Toninho House...
La gastronomia del conegut 'Bar do David' s'ha inclòs en 'Comida di Buteco' i per allí passen famosos de TV Globo. Un altre dels locals emblemàtics és el 'Bar do Alto', amb vista a tota la platja de Copacabana. La panoràmica des d'allà parla per si sola. Flamengo d'una banda, la Praia Vermelha per l'altre i també algun angle inusitat del Pão de Açúcar. És, sens dubte, una perspectiva diferent de la ciutat.